# Цукіґата

43°20′18″ пн. ш. 141°40′11″ сх. д. / 43.33833° пн. ш. 141.66972° сх. д.
Цукіґа́та (яп. 月形町, つきがたちょう, МФА: [t͡su̥kʲigata t͡ɕoː]) — містечко в Японії, в повіті Кабато округу Сораті префектури Хоккайдо. Станом на 1 жовтня 2008 року площа містечка становила 151,05 км². Станом на 31 березня 2017 населення містечка становило 3381 осіб.